# مغامرات سندباد الإبن
مغامرات سندباد الابن أو سندباد الابن وحزامه السحري (بالإنجليزية: Sinbad Jr. and his Magic Belt ) مسلسل رسوم متحركة أمريكي من 5 دقائق لكل حلقة ومن إنتاج أميركان إنترناشيونال بيكشرز بث في الأصل عامي 1965 و1966 و أعيد عرضه على عدد من القنوات العربية والخليجية.

## الشخصيات

### سندباد الابن
(أداء: تيم ماتسوت) هو ابن السندباد، المستكشف البحري الشهير، أصبح بطلاً خارقاً بفضل حزامه السحري.

### الببغاء سالت
(أداء: ميل بلانك) هو صديق السندباد الابن المخلص والمضحك.

## روابط خارجية
- مغامرات سندباد الإبن على موقع IMDb (الإنجليزية)
- مغامرات سندباد الإبن على موقع قاعدة بيانات الفيلم (الإنجليزية)